# Saint-Nic
Saint-Nic (tiếng Breton: Sant-Vig) là một xã của tỉnh Finistère, thuộc vùng Bretagne, miền tây bắc Pháp.

## Dân số
Người dân ở Saint-Nic được gọi là Saint-Nicais.